# 9143 Burkhead
9143 Burkhead è un asteroide della fascia principale. Scoperto nel 1955, presenta un'orbita caratterizzata da un semiasse maggiore pari a 2,2183544 UA e da un'eccentricità di 0,1969115, inclinata di 4,63593° rispetto all'eclittica.